# Dryopteris tahmingensis
Dryopteris tahmingensis är en träjonväxtart som beskrevs av Ren-Chang Ching. Dryopteris tahmingensis ingår i släktet Dryopteris och familjen Dryopteridaceae. Inga underarter finns listade.